# Anemplocia scalpellata
Anemplocia scalpellata är en fjärilsart som beskrevs av Paul Dognin 1911. Anemplocia scalpellata ingår i släktet Anemplocia och familjen mätare. Inga underarter finns listade i Catalogue of Life.